# Bobby Charlton
Sir Robert (Bobby) Charlton MBE (Ashington, 11 oktober 1937 – Macclesfield, 21 oktober 2023) was een Engels voetballer die beschouwd wordt als een van de beste aller tijden. Hij speelde 606 wedstrijden in het eerste elftal van Manchester United, waarin hij 199 keer scoorde. Charlton werd in 1966 wereldkampioen met het Engels voetbalelftal, waarvoor hij 106 keer uitkwam en waarvan hij tot in 2015 met 49 doelpunten topscorer was. In 1966 won hij de Ballon d'Or. In 1994 werd hij door koningin Elizabeth II geridderd.

## Jeugd
Charlton was een achterneef van Jackie Milburn, voormalig spits van Newcastle United. Op zestienjarige leeftijd tekende hij zijn eerste profcontract, bij Manchester United. Zijn oudere broer Jack (1935-2020) werd later ook profvoetballer.
Charlton werd een van de Busby Babes, een groep spelers die trainer Matt Busby opbouwde. Met een van de anderen, Duncan Edwards zat Charlton later in militaire dienst. Hij maakte zijn debuut in het eerste elftal in oktober 1956 tegen Charlton Athletic. Een jaar later won hij zijn eerste hoofdprijs, de Engelse landstitel. Ook haalde United de FA Cup-finale, maar die werd verloren tegen Aston Villa.

## München

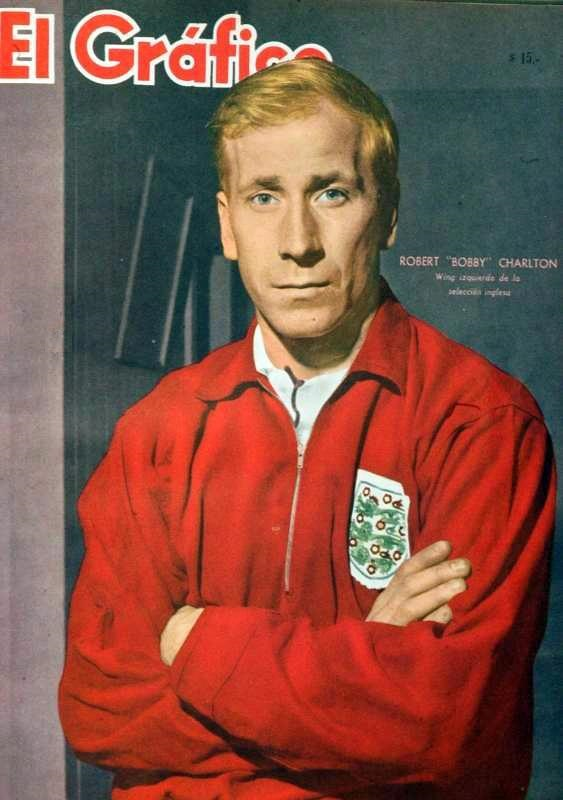
Bobby Charlton op de cover van El Gráfico.

Als Engels kampioen deed Manchester United in het seizoen 1957/1958 mee aan het Europacup I-toernooi. In de kwartfinale speelde de ploeg tegen Rode Ster Belgrado. De thuiswedstrijd eindigde in een 2-1 overwinning en na een 3-3 gelijkspel in Joegoslavië, op 6 februari 1958, keerde de ploeg in opgetogen stemming huiswaarts.
Een tussenlanding in München leidde tot een ramp: na twee mislukte starts raakte het vliegtuig bij de derde poging een hek en een huis en werd het totaal verwoest. Bij de ramp kwamen 23 mensen om het leven, waaronder acht spelers van United. Charlton werd met stoel en al uit het vliegtuig geslingerd. Doelman Harry Gregg dacht eerst dat hij was overleden en wist Charlton en Dennis Viollet in veiligheid te brengen. Charlton was zwaargewond, maar de eerste van de overlevenden die het ziekenhuis kon verlaten.
Na de ramp was het seizoen voor Manchester verloren: In de Europa Cup werd in de halve finale verloren van AC Milan, de landstitel werd niet geprolongeerd en opnieuw werd de FA Cup-finale verloren, ditmaal tegen Bolton Wanderers.

## Succes

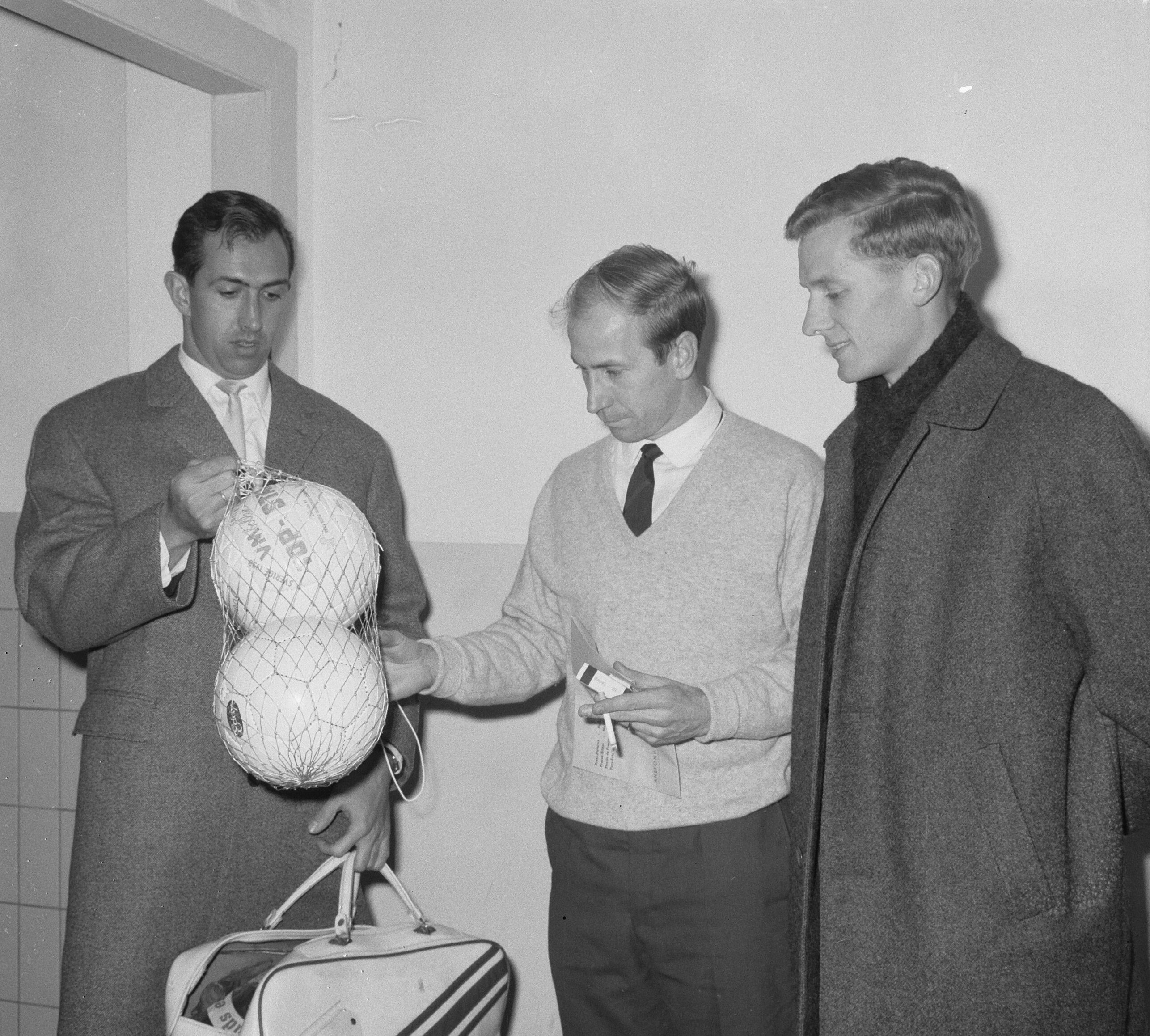
Charlton (met sigaret) tussen Eddy Pieters Graafland en Klaas Nuninga (Amsterdam, 1964)

Nog in 1958 werd Charlton voor het eerst opgeroepen voor het Engelse nationale team. Zijn interlandcarrière zou tot 1973 duren: in 106 wedstrijden scoorde hij 49 doelpunten. Daarmee was hij tot 8 september 2015 topscorer aller tijden van het Engels voetbalelftal, tot Wayne Rooney hem passeerde. In de jaren zestig was hij een van de bekendste spelers ter wereld.
United won de FA Cup in 1963 en werd opnieuw landskampioen in 1966 en 1967. Daartussen kwam het hoogtepunt van Charltons carrière: het wereldkampioenschap voetbal 1966. Charlton scoorde daarbij belangrijke doelpunten tegen Mexico en Portugal in de halve finale. De finale tegen West-Duitsland speelde hij tamelijk onopvallend door toedoen van Franz Beckenbauer, maar Engeland won wel, met 4-2. Bobby en Jack Charlton werden na Fritz en Ottmar Walter het tweede paar broers dat wereldkampioen voetbal werd. Dat jaar werd Charlton uitgeroepen tot FWA Footballer of the Year en onderscheiden met de Ballon d'Or.
In 1968, tien jaar na München, haalde Manchester United de Europa Cup-finale, in het Wembley-stadion. Tegen het Benfica van Eusébio werd met 4-1 gewonnen; Charlton scoorde tweemaal. Na afloop van de wedstrijd volgde een emotionele omhelzing met Busby, die in München nog zwaarder gewond was geraakt dan hij.

## Latere carrière

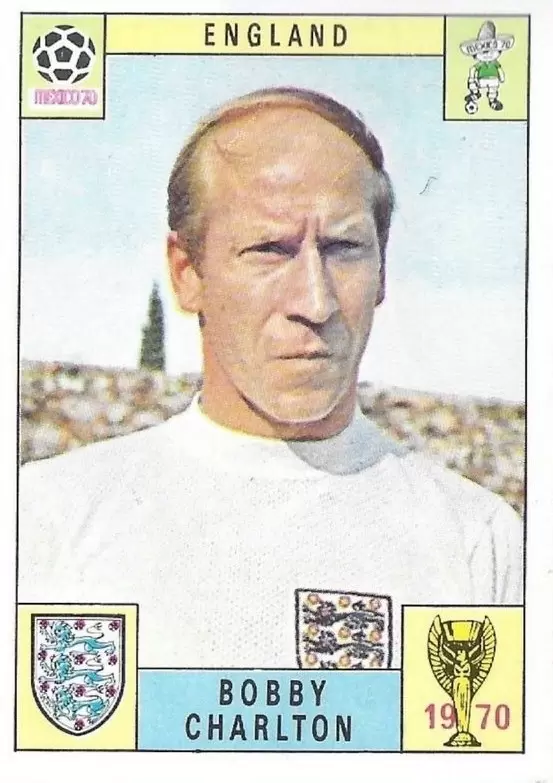
Panini sticker van Charlton voor WK 1970

Charlton maakte ook het WK van 1970 mee, maar ditmaal werden de Engelsen in de kwartfinale door West-Duitsland verslagen. In 1973 kwam een einde aan zijn carrière bij Manchester United. Vervolgens probeerde hij het een jaar als speler/trainer, bij Preston North End, maar het trainersvak bleek niets voor hem te zijn. Na 752 wedstrijden en 247 doelpunten zette hij in 1975 een punt achter zijn loopbaan.
Hij woonde enige tijd in Zuid-Afrika en zette daarna in Engeland voetbalscholen op. Een van de jonge pupillen die met hem op de foto mochten was David Beckham. Ook werd hij lid van de raad van bestuur van Manchester United.

## Privé

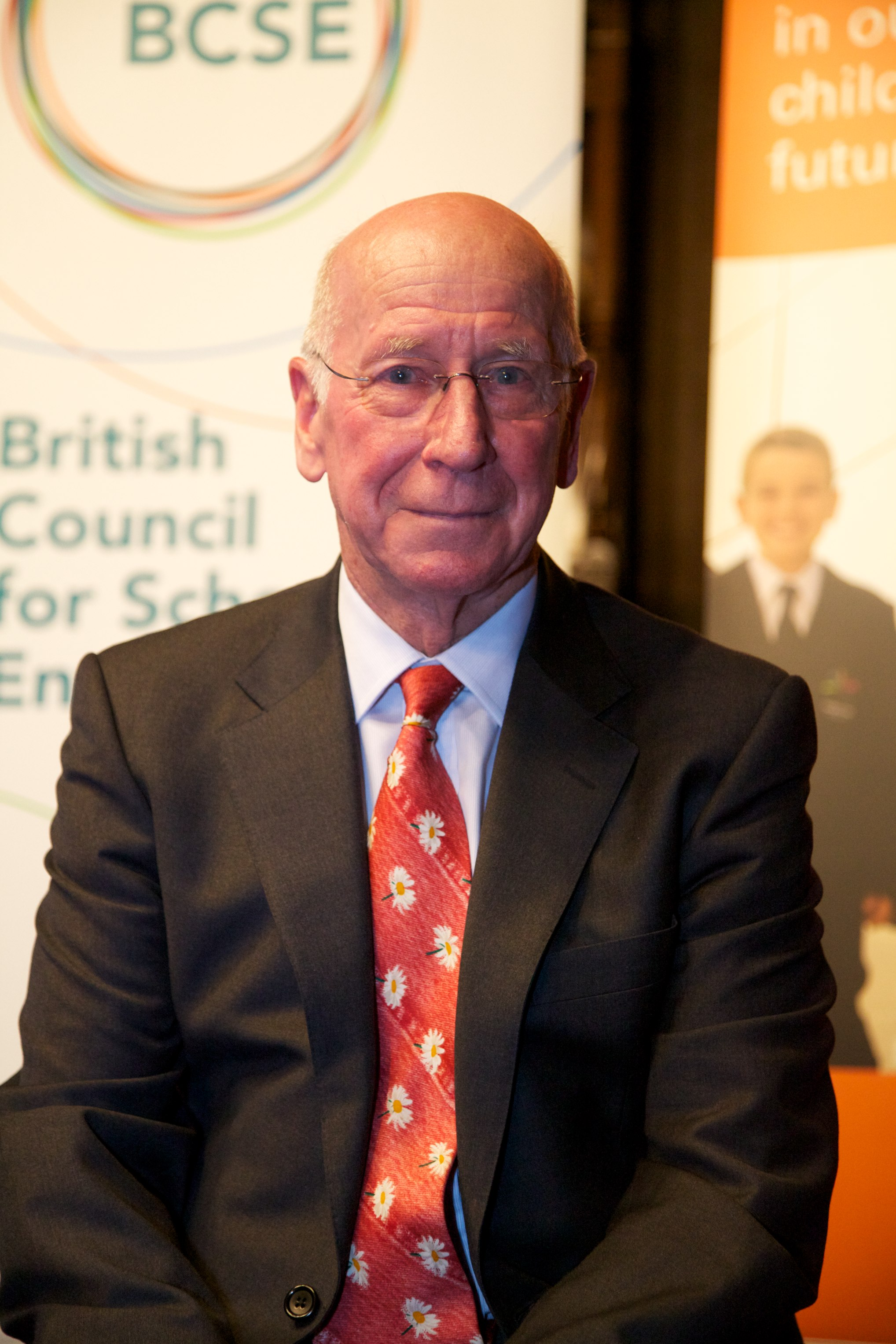
Charlton als 73-jarige

Charlton trouwde in 1961 met Norma Ball. Zij kregen twee dochters. Een van hen, Suzanne Charlton, was van 1987 tot 2007 weervrouw bij de BBC.
Charlton werd in 1994 in de adelstand verheven en sindsdien droeg hij de titel "sir". In 2020 werd bij hem dementie vastgesteld. Eerder dat jaar was hij al te ziek om de begrafenis van zijn broer Jack, die dezelfde aandoening had, bij te wonen.
Charlton overleed op 21 oktober 2023 op 86-jarige leeftijd in een ziekenhuis in Macclesfield.  Bij zijn uitvaart op 13 november was onder anderen prins William, de voorzitter van de Football Association, aanwezig.

## Erelijst
Manchester United
- Football League First Division: 1956/57, 1964/65, 1966/67
- FA Cup: 1962/63
- Charity Shield: 1956, 1957, 1965, 1967
- Europacup I: 1967/68
- FA Youth Cup: 1953/54, 1954/55, 1955/56

 Engeland
- Wereldkampioenschap voetbal: 1966
- British Home Championship: 1958, 1959, 1960, 1961, 1964, 1965, 1966, 1968, 1969, 1970
- Europees kampioenschap voetbal: derde plaats in 1968